# Hasan al-Banná
Hasan Ahmad ʿAbdurrahmán al-Banná (arabsky حسن أحمد عبد الرحمن البنا‎‎ ; 14. října 1906 Mahmúdíja u Káhiry – 12. února 1949 Káhira, Egypt) byl jedním z nejvlivnějších muslimských teologů 20. století a zakladatelem Muslimského bratrstva. Z jeho idejí vycházejí četní zastánci současného islamismu.

## Dětství a mládí
Jeho otec Ahmad ʿAbd al-Rahmán al-Banná byl hodinářem, muezínem, učitelem a hanbalovským imámem. Hasan byl jeho nejstarším synem. Rodina byla vzdělaná a vedla velmi přísný islámský způsob života. Hasan al-Banná znal již ve svém útlém věku zpaměti Korán a v šestnácti letech byl přijat na islámskou akademii Dár al-ʿulúm díky obrovským znalostem a inteligenci. Vystudoval pedagogiku a v roce 1927 se stal učitelem na státní škole.
Jako dítě se orientoval na extremistické aspekty islámu, které byly nepřátelské k Západu a k systému práva. V útlém věku se často setkával s diskusemi o situaci na Blízkém východě a bědováním nad úpadkem islámu. Setkával se s pocitem úzkosti nad zhroucením Osmanské říše, koncem muslimského chalífátu, britskou okupací Egypta a vztahem arabské společnosti k západním hodnotám. Hasan al-Banná, stejně jako mnoho dalších muslimů, z rozpadu chalífátu obviňoval nemuslimský Západ. Rozklad posledního chalífátu vnímal jako svatokrádež proti islámu. Své myšlenky pak vtělil do hnutí, které nazval Muslimské bratrstvo.

## Muslimské bratrstvo
Muslimské bratrstvo vzniklo v egyptském městě Ismá'ílíja roku 1928. Zpočátku se jednalo pouze o náboženské, politické a sociální hnutí pro mládež s krédem: „Alláh je náš cíl, Korán je naší ústavou, Prorok je náš vůdce, džihád naše cesta a smrt pro Alláha je naší nejvyšší aspirací.“ Hasan al-Banná nabádal k návratu k „původnímu“ islámu, ke starým tradičním islámským hodnotám. Podle Hasana současný islám ztratil sociální dominanci, protože většina muslimské populace byla ovlivněna západními vlivy, ke kterým sdílel antipatie. V pozdějších letech výrazně narůstal počet členů a Muslimské bratrstvo se snažilo vybudovat další základny Bratrstva v Libanonu, Sýrii a dalších zemích. Sídlo Muslimských bratří bylo přemístěno z Ismá'ílíje do Káhiry.
Bratři se věnovali rozsáhlé charitativní činnosti (budování sirotčinců, přístřeší pro chudé a nemocnic). Tato charitativní činnost měla i svou silnou stránku na politické dimenzi a byla často provázena propagačními kampaněmi. Její politický rozměr se postupem času rozvíjel do větších rozměrů. Muslimské bratrstvo mělo v Egyptě více než padesát poboček, na konci druhé světové války mělo již přes půl milionu aktivních členů a zhruba dvakrát tolik příznivců.[zdroj?]
V této Hasanově organizaci má velice důležité místo sociální učení, které, jak odkazuje islám, učí správnému zacházení s majetkem. Tvrdí, že lidé jsou pouze uživateli majetku a že vše patří Bohu, včetně nich samých. Dále tvrdí, že islámský stát má právo v případě potřeby přimět bohaté, aby se postarali o chudé. Hasan al-Banná vypracoval ideál socialistického islámského státu, kde jsou vztahy mezi lidmi založeny na učení Koránu, nikoli jmění. Dále se zabýval problémovými otázkami kolonialismu, veřejného zdraví, vzdělávací politiky, řízení přírodních zdrojů, sociální nerovnosti, arabského kolonialismu, slabosti islámského světa a narůstajícímu konfliktu v Palestině. Řešení těchto problémů nalézal především ve fašismu.[zdroj?]
Bratrstvo rozšířilo své aktivity i mimo své původní náboženské obrození. Hasan al-Banná začal snít muslimský sen o obnovení chalífátu.[zdroj?] Tohoto snu chtěl dosáhnout pomocí džihádu mečem, aby později získal srdce a myšlenky jeho následovníků. Obnovu chalífátu zdůvodňoval tím, že je potřeba dosáhnout těch nejčistějších náboženských kořenů a pokračovat svatou válkou proti Západu.

## Zavraždění
Roku 1948 se Hasan al-Banná setkal s britským velvyslancem a diskutovali o budoucnosti Egypta. Hasan vyřkl, že čas Britů v Egyptě se chýlí ke konci.[zdroj?] Al-Banná byl vyhoštěn do Horního Egypta a následně byla organizace zakázána a rozpuštěna vládou. Krátce nato byl zabit předseda vlády a vina byla okamžitě připsána Bratrstvu. Majetek organizace byl zajištěn a mnoho členů posláno do vězení. Dne 12. února 1949 byl na trhu v Káhiře zabit sám Hasan al-Banná nájemným vrahem nebo vládním agentem. Z vraždy nebyl nikdo obviněn. V den, kdy zemřel Hasan al-Banná se mu narodila dcera, kterou matka pojmenovala Estešhád (arabsky mučednice).
Muslimské bratrstvo přežilo všechny pokusy potlačení, ba naopak nabralo ještě většího vlivu nejen v Egyptě, ale ve všech arabských zemích. Islámská obnova dnes v arabském světě vděčí za svůj původ Muslimskému bratrstvu.[zdroj?]